# Atunci i-am condamnat pe toți la moarte
Atunci i-am condamnat pe toți la moarte este un film românesc din 1972, regizat de Sergiu Nicolaescu după un scenariu inspirat din nuvela Moartea lui Ipu (1970) a scriitorului român Titus Popovici. Rolurile principale au fost interpretate de Amza Pellea, Cristian Șofron, Ion Besoiu, Gheorghe Dinică, Ioana Bulcă, Octavian Cotescu, Iurie Darie, Maria Clara Sebők și Ștefan Mihăilescu-Brăila.
Filmul prezintă cinismul și ipocrizia conducătorilor unei comunități rurale din timpul celui de-al Doilea Război Mondial, care îl conving pe Ipu, „nebunul satului”, să-și asume vina uciderii unui ofițer german pentru ca ei să-și salveze viața. Criticii de film îl consideră unul dintre cele mai bune filme regizate de Sergiu Nicolaescu, în opinia unora dintre ei fiind chiar cel mai bun. Filmările au avut loc în vara anului 1971 în Dobrogea. Pentru crearea unei stări de tensiune crescânde, au fost alternate cadre fixe lungi cu alte cadre fixe în care nu se întâmplă nimic, într-un cadru natural reprezentat de lanul de grâu, câmpul pârjolit și ziduri ruinate.
Atunci i-am condamnat pe toți la moarte a fost vizionat de 2.141.942 de spectatori. Sergiu Nicolaescu considera acest film ca fiind un film de artă care a beneficiat de succes de public. Filmul, produs de Studioul Cinematografic București, a obținut două premii din partea ACIN, la categoriile „cel mai bun actor” și „cea mai bună coloană sonoră” și a fost rulat în cadrul Festivalului Internațional de Film de la Karlovy Vary (1972) și la The Brave New World International Film Festival de la Belgrad.
O altă ecranizare a nuvelei „Moartea lui Ipu” a fost filmul Condamnat la viață din 2011.

## Rezumat
După moartea părinților săi într-un bombardament și uciderea fratelui său mai mare în timpul celui de-al Doilea Război Mondial, un băiat (Cristian Șofron) a ajuns la un orfelinat. El este luat de acolo de sora sa mai mare Margareta (Ioana Bulcă) și de cumnatul său, preotul Ioan (Ion Besoiu), și adus în casa lor dintr-un sătuc aflat în Transilvania. Acolo se află cantonat temporar un detașament al Armatei Germane.
Băiatul este traumatizat de moartea fratelui său (Iurie Darie), un militant antifascist care fusese împușcat de agenții Siguranței Statului, găsindu-și refugiul într-o lume imaginară. El îi urăște pe nemți și are un singur prieten în sat, Ipu (Amza Pellea), un om cu părul alb care luptase în Primul Război Mondial și se întorsese cu mintea rătăcită. Numele real al omului este Todor Ciupe, dar sătenii obișnuiau să-l poreclească în tot felul; dintre toate poreclele, singura care-l deranja era cea de Ipu tocmai pentru că aceasta nu avea niciun înțeles. El era considerat „nebunul satului” și locuia de câțiva ani în șura preotului. Cei doi prieteni obișnuiesc să se joace împreună de-a Napoleon și țarul sau de-a românii și nemții. Băiatul și Ipu încheie un legământ că vor continua să lupte împotriva germanilor până la eliberarea țării.
Într-una din zile (23 august 1944), un ofițer german care se plimba călare prin lanul de porumb este ucis, fiindu-i tăiat gâtul cu secera. Băiatul orfan care se juca chiar atunci pe câmp găsește cadavrul ofițerului și-i fură pistolul de la brâu. Sunt anunțate oficialitățile române ale localității. Colonelul german von Eck (Sergiu Nicolaescu) dă un ultimatum locuitorilor satului, aceștia trebuind să găsească și să îi predea vinovatul până a doua zi dimineață; el a amenințat că în caz contrar va ordona execuții în masă ca represalii, primele persoane executate urmând a fi intelectualii satului (preotul, plutonierul, medicul, notarul și primarul cu soțiile lor). În satul vecin avusese loc un caz similar cu un an în urmă, iar nemții i-au deportat pe toți sătenii în Transnistria.
Oficialitățile satului - preotul, notarul Mereuță (Gheorghe Dinică) și medicul Bunu (Octavian Cotescu) - se adună la casa preotului și pun la cale un plan pentru a-și salva viețile. Ei caută o persoană nevinovată care să accepte să devină țap ispășitor și îl găsesc în persoana lui Ipu, „nebunul satului”, a cărui naivitate îl face ușor de manipulat. Cei trei oameni de vază ai satului îl invită deci pe Ipu la o masă mare, unde îl servesc amabili pe musafir cu mâncare bună și îi toarnă tot timpul vin. Medicul îl consultă și îi spune că este grav bolnav de ficat și plămâni. Preotul îl anunță pe Ipu că în cazul în care vinovatul nu se va preda până a doua zi, ei toți urmează a fi împușcați. Atmosfera devine apăsătoare, iar o femeie izbucnește într-un plâns isteric. Mișcat, Ipu acceptă să-și asume el vina și să se sacrifice pentru salvarea locuitorilor. Decizia provoacă un val de bucurie în sufletul mesenilor, cu excepția băiatului. Notabilitățile satului încep să-i pupe mâna și să-i mulțumească cu cele mai alese cuvinte. Soția notarului, Clara (Maria Clara Sebők), completează că nemții nu-i vor face nimic lui Ipu, pentru că el este idiot.
Ipu cere ca oficialitățile satului să-i facă un mormânt frumos, iar gazdele îi spun că-i vor face o slujbă de înmormântare fastuoasă și un monument funerar cu o cruce din marmură neagră înaltă de doi metri, cu un basorelief al defunctului așa cum arăta în tinerețe și cu un grilaj din fier forjat aurit. La cererea musafirului, preotul realizează o simulare a slujbei de înmormântare. În plus, Ipu cere ca rudele lui - fosta lui soție, Fumegoaia, sora lui Catița (care era bolnavă de oftică) și vărul Ioanichie (care s-a întors de pe front fără picioare) - să primească pământ și bani, iar notarul încheie un act de donație.
Făcându-se ora cinci dimineața, Ipu, însoțit de familie și de oficialități, merge la comandatura germană să se predea. Trupele germane însă îi ignoră și părăsesc satul în grabă ca urmare a faptului că armatele române se aflau în apropiere. În timp ce preotul, notarul, medicul și jandarmul se bucură, Ipu și familia sa pleacă triști spre casele lor, pierzând astfel șansa de a avea parte de un trai mai bun. Văzând aceasta, copilul scoate pistolul furat de la neamț și pronunță condamnarea morală la moarte a celor vinovați. Oficialitățile satului se transformă atunci în niște păsări de pradă, singura persoană care-și păstrează trăsăturile umane fiind doar Ipu care zâmbește cu ochii în lacrimi.

## Distribuție
În distribuția filmului se regăsesc următorii:
- Amza Pellea — Todor Ciupe poreclit Ipu, „nebunul satului”
- Cristian Șofron — elev în vacanță
- Ion Besoiu — preotul Ioan
- Gheorghe Dinică — notarul Mereuță
- Ioana Bulcă — învățătoarea Margareta, soția preotului
- Octavian Cotescu — doctorul Titi Bunu
- Iurie Darie — militant antifascist, fratele elevului
- Maria Clara Sebők — Clara, soția notarului
- Ștefan Mihăilescu-Brăila — plutonierul Gociman (menționat S. Mihăilescu-Brăila)
- Eugenia Bosînceanu — doamna Bunu, soția medicului
- Eliza Petrăchescu — bocitoarea Floarea Toia poreclită „Fumegoaia”, fosta soție a lui Ipu
- Sergiu Nicolaescu — colonelul german von Eck
- Ernest Maftei — căruțașul invalid Marcu
- Lazăr Vrabie — directorul orfelinatului
- Alexandru Herescu — ofițer german

## Scrierea nuvelei „Moartea lui Ipu”
Filmul Atunci i-am condamnat pe toți la moarte este inspirat din nuvela Moartea lui Ipu, scrisă de romancierul și scenaristul Titus Popovici și publicată de Editura Albatros în 1970. Sergiu Nicolaescu a afirmat în mai multe rânduri că el este autorul ideii care a stat la baza scrierii nuvelei Moartea lui Ipu. În cartea sa de memorii, el a afirmat că i-a povestit lui Titus Popovici prin 1968 un subiect de film, pe când ședeau la masa unui bistrou din Paris, care se afla pe malul Senei. Scriitorul i-a cerut acordul pentru a scrie o nuvelă cu acest subiect, iar regizorul i-a cerut să scrie doar că dedică această nuvelă lui Sergiu Nicolaescu. Titus Popovici a scris nuvela care a fost bine primită de critica literară, obținând și un premiu al Academiei Române. El n-a menționat cele promise, dar i-a scris pe exemplarul dăruit regizorului că-l consideră coautor al nuvelei.
Paternitatea ideii care a stat la baza scrierii nuvelei este menționată și în alte articole. Cea mai veche afirmație în acest sens datează  dintr-un interviu acordat lui Valerian Sava și publicat în noiembrie 1971 în revista „Cinema”. „De pildă, pentru acest film, după excelenta nuvelă «Moartea lui Ipu» a lui Titus Popovici, am discutat cu Titus subiectul încă de acum câțiva ani, când nuvela nu era scrisă. Povestea era atunci puțin diferită”, afirma el în acel interviu. Nicolaescu a avut în posesia sa un manuscris al nuvelei pe care Titus Popovici a scris dedicația „(...) cu credința că împărțim amîndoi subiectul nuvelei”.
Nuvela Moartea lui Ipu a fost elogiată de mai mulți critici literari, unii dintre ei descoperind asocieri între autor și băiatul de 14 ani care povestește. Criticul Alex. Ștefănescu considera nuvela drept o parabolă, dar și „un protest naiv împotriva civilizației și o iluzie”. Uciderea soldatului Friedrich de către o persoană neidentificată și amenințarea cu execuția a mai-marilor localității dacă nu-l predau pe făptaș permit evidențierea urâțeniei sufletești ale acestora. Prin contrast, nebunul satului apare ca un om demn și superior din punct de vedere moral. Criticul remarca plasticitatea cinematografică a numeroaselor relatări și descrieri, precum și forța expresivă a parabolei. El îl recunoaște vag pe Titus Popovici în persoana băiatului; scriitorul însuși avea 14 ani în perioada relatată și își petrecea vacanțele de elev la bunicii din partea mamei, care locuiau în satul Mișca. Nuvela are forma unui monolog al băiatului, fiind povestită la persoana I.

## Personaje
Personajul principal al nuvelei și al filmului este țăranul Todor Ciupe. Acesta a luptat în Primul Război Mondial, ca soldat în Armata austro-ungară. A luat parte la Bătălia de la Doberdò din 6 august 1917 (personajul spune că bătălia ar fi avut loc în 1917). A fost apoi rănit la cap și decorat pentru acte de vitejie. El a revenit în sat cu mințile rătăcite. A divorțat de soția sa, Floarea Toia poreclită Fumegoaia cu 23 de ani în urmă, fără a o scoate însă și din sufletul său.
Consătenii l-au poreclit în mai multe rânduri: Strimfli, Căhcădare, Croampă, dar singura poreclă care-l deranjează este cea de Ipu deoarece aceasta nu înseamnă nimic, iar personajul simte că este astfel redus la statutul de paria. El are o soră pe nume Catița care este bolnavă de oftică și un văr Ioanichie care este mutilat de război, fiindu-i amputate ambele picioare. El acceptă să-și sacrifice viața pentru a căpăta astfel o identitate socială și un nume și a șterge astfel umilința din viața sa. În plus, fosta lui soție urmează să primească două iugăre de pământ în Cosalău de la preot, sora lui 25.000 de lei de la medic, iar vărul Ioanichie un iugăr de pământ în Răsad de la notar.
Întâlnindu-se afară cu copilul după ce acceptase acel târg infam, Ipu și băiatul se joacă pentru ultima oară de-a Napoleon și țarul, iar bătrânul primește rolul împăratului francez, după ce până atunci fusese țarul. Copilul îi justifică astfel rolul acordat: „Dă-l încolo de țar. Cine-l mai știe pe țarul acela nenorocit. Dar pe Napoleon toți, toată Europa, toată lumea”. Ipu sărută mâinile copilului și îi spune cu lacrimi în ochi: „Iartă-mă, iartă-mă că m-am terfelit și eu. Sărăcia”.
Un alt personaj care apare în amintirile băiatului este fratele mai mare, un militant antifascist care lupta pentru „o lume mai curată”. Nu i se dezvăluie apartenența politică și nici ce fel de fapte a săvârșit de a intrat în atenția Siguranței Statului. El este împușcat de agenții Siguranței cu prilejul unei descinderi la domiciliul său, sub ochii fratelui său mai mic care privea din pod. Fratele mai mare poate fi astfel considerat în mod simbolic victima regimurilor politice din acea epocă, în timp ce băiatul este un model al tuturor copiilor care au asistat la uciderea părinților sau apropiaților.

## Producție

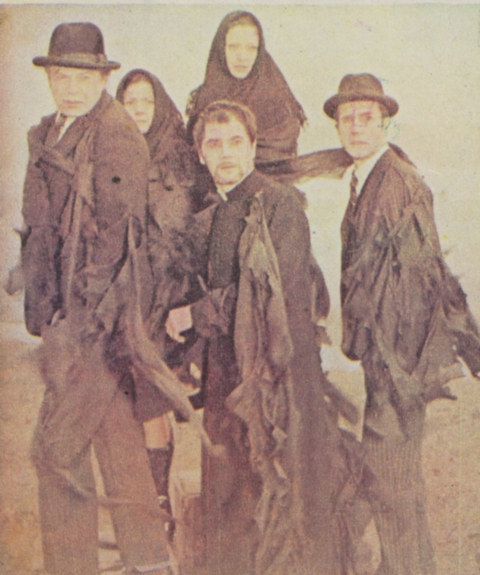
Imagine din finalul filmului Atunci i-am condamnat pe toți la moarte, când oficialitățile încep să se transforme în păsări de pradă.

### Scenariu
Scenariul filmului a fost scris de romancierul Titus Popovici, după nuvela sa intitulată „Moartea lui Ipu” și publicată în 1970. Regizorul Nicolaescu a afirmat însă în cartea sa de memorii că el este autorul adaptării cinematografice a nuvelei, deoarece scriitorul nu era interesat de adaptarea cinematografică a nuvelei; scenariul de film ar fi fost scris în șapte zile cu prilejul unei deplasări a regizorului la München. Sergiu Nicolaescu a afirmat că Titus Popovici a auzit de la directoarea Studioului Cinematografic București că și Lucian Pintilie era interesat de realizarea unui film după aceeași nuvelă.
Cei doi autori (Titus Popovici și Sergiu Nicolaescu) au avut îndoiala că nuvela constituită exclusiv din monologul unui copil ar putea sta la baza unui film, deoarece materia epică este foarte redusă. Într-un interviu luat în perioada realizării filmului, regizorul afirma că filmul urma să se susțină „prin felul în care voi istorisi: prin formă, fond, expresie”. „Am gândit un film despre lașitatea umană și resorturile care o determină, într-o poveste având ca personaje centrale un copil de 8 ani și pe nebunul satului. În film se împleteau multe dintre amintirile copilăriei mele”, a precizat el ulterior. Decupajul regizoral și titlul de lucru al filmului a fost „Ipu”.

### Filmări
Filmările au avut loc în vara anului 1971, primele secvențe fiind turnate în luna august în Dobrogea. Spre deosebire de Mihai Viteazul în care regizorul își nota toate ideile pe hârtie, la acest film, dat fiind numărul mic de personaje, el își elabora ideile în minte în drum spre locul de filmare. În același interviu din 1971, el își exprima astfel ideile artistice: „resping orice formă tehnică sau artistică dacă nu pornește de la o idee proprie”. Filmul a fost produs de Studioul Cinematografic București. Regizor secund a fost Adriana Dimitrescu.
Rolul băiatului a fost distribuit copilului Cristian Șofron (n. 1958), care avea 13 ani la momentul filmărilor. El va absolvi Institutul de Artă Teatrală și Cinematografică din București în 1983 și va ajunge actor la Teatrul Nottara din București. Până la absolvirea facultății, el va mai juca în câteva filme: va fi băiatul comisarului Patulea în Cu mîinile curate (1972), marinarul Mihu în serialul TV Toate pînzele sus (1977) și voluntarul transilvănean Coriolanus Brad în Pentru patrie (1978), primul și al treilea din aceste filme fiind regizate tot de Sergiu Nicolaescu.
Copia standard a fost finalizată la sfârșitul anului 1971. Cheltuielile de producție s-au ridicat la suma de 3.762.000 lei. După lansarea filmului, el a fost prezentat astfel în revista „Cinema”: „Film propus pentru a concura la Festivalul internațional al filmului de la Cannes”.
În aprilie 1972 societatea „Art du siècle” din Bâle a cumpărat de la compania România Film contra sumei de 9.500 USD o licență de difuzare a filmului în Franța. Cu toate acestea, intenția de difuzare a filmului în Franța  în 1974 a eșuat.

### Imaginea
Imaginile au fost filmate de operatorul Alexandru David, fiind alternate cadre fixe lungi cu alte cadre fixe în care nu se întâmplă nimic, totul părând a fi încremenit. Jurnalista Eva Sârbu afirma că imaginea filmului „miroase a praf, a soare, a moarte și a nebunie”, surprinzând printr-o violență abil sugerată sensibilitatea spectatorilor.
Călin Căliman considera că „principala performanță operatoricească sunt exterioarele din primele secvențe ale filmului, galopul acela lung, obsedant, bezmetic, al ofițerului neamț peste miriști, un «strigăt» avertizant, care prevestește, parcă, tragedia de mai târziu”. Imaginile filmate conțin o stare de suspans psihologic. Pe măsură ce evenimentele evoluează spre tragedia din final se constată că tensiunea evoluează în crescendo.

### Decoruri
Decorurile realizate de arhitectul scenograf Marcel Bogos contribuie la realizarea unei fantezii în imagini. Camera de filmat se mișcă între un spațiu închis și unul deschis. Decorul amenajat alternează cu cel construit.
Filmul începe cu imaginea unui crucifix și a unui coridor care sugerează „o lume bolnavă, criminală, capabilă mereu de a adăuga noi victime”. Secvența ulterioară este a unui lan de porumb, un câmp pârjolit în plein-air, iar imensitatea spațiului sugerează o neliniște stranie și o presimțire a producerii unui lucru rău. Dualitatea real-ireal este determinată de prezentarea alternantă a spațiilor filmice: lumea iluziilor reprezentată de marea infinită pe malul căreia se plimbă copilul cu fratele său și lumea reală, brutală, compusă din elemente de decor precum zidurile ruinate.
Profesoara Elena Saulea găsește și o corelație între evenimentele din film și cele din Noul Testament. După secvența împărțirii peștelui într-un spațiu deschis de către Ipu atât prietenilor, cât și dușmanilor (scenă apropiată cu scena înmulțirii peștilor), urmează o secvență asemănătoare cu Cina cea de taină desfășurată într-o cameră închisă în care Ipu este vândut dușmanilor de către semenii săi, iar acesta își acceptă destinul cu seninătate.

### Opinia regizorului
În interviul acordat lui Valerian Sava în 1971, regizorul își descria astfel propriul film: „e un film cu un pronunțat caracter social și de critică socială, având în obiectiv mica burghezie de la sate, care în tot locul periferic pe care îl ocupa era contaminată de același microb”. Acel „microb” era disprețul arătat de cei înstăriți față de cei săraci.
În cartea sa de memorii (publicată în 2011), Sergiu Nicolaescu considera acest film ca fiind un film de artă care a beneficiat de succes de public.

## Alte ecranizări
La 40 de ani de la realizarea acestui film a fost realizată o altă ecranizare a nuvelei „Moartea lui Ipu”. Filmul intitulat Condamnat la viață a fost regizat de Bogdan Dreyer după un scenariu scris de acesta și de inginerul Anușavan Salamanian (colaborator constant al lui Sergiu Nicolaescu). Filmările au fost realizate în perioada 12 septembrie - 25 octombrie 2011 și au avut loc la Sighișoara, satul Saschiz din județul Mureș, București și Mogoșoaia. Bugetul estimat al producției cinematografice a fost de 3 milioane de euro.
Rolurile principale au fost interpretate de Gérard Depardieu (Ipu), Bogdan Iancu (băiatul), Harvey Keitel (preotul), Laura Morante (soția preotului), Gheorghe Visu (notarul), Adina Cartianu (soția notarului) și alții. Filmul Condamnat la viață a avut premiera la 14 martie 2013, în absența regizorului și a interpretului principal. Regizorul a solicitat fără succes Tribunalului București să interzică distribuției filmului în cinematografe, acuzându-i pe producători că au modificat filmul fără acordul său, scurtându-l și schimbând finalul prin operațiuni de remontaj.

## Recepție
Filmul Atunci i-am condamnat pe toți la moarte a fost vizionat de 2.141.942 de spectatori la cinematografele din România, după cum atestă o situație a numărului de spectatori înregistrat de filmele românești de la data premierei și până la data de 31.12.2014 alcătuită de Centrul Național al Cinematografiei.
La momentul apariției filmul a fost primit cu elogii. Dramaturgul Aurel Baranga scria următoarele: „«Moartea lui Ipu» este una dintre cele mai reușite nuvele din întreaga literatură română și nu greșesc dacă o așez în stima mea lângă «O făclie de Paști». Înțelegem de aici ce sarcini uriașe și-au luat autorii și interpreții filmului. (...) Sunt fericit să constat că autorii și interpreții s-au achitat de sarcinile asumate nu onorabil, ci memorabil”. În cronica sa, jurnalista Eva Sârbu pune accentul pe câteva momente simbolice: ritualul cinei („acel cumplit târg al morții”, „târgul celor vii cu cel înmormântat de viu”), renunțarea comandantului unității militare germane la executarea celui vinovat și descumpănirea lui Ipu în fața faptului că nemții nu-și respectă cuvântul dat și nu fac dreptate și execuția simbolică sau autentică spre care „filmul e dirijat abil și fără cruțare”, un final deschis a cărui semnificație este lăsată la aprecierea spectatorilor.
Criticul Călin Căliman afirma în volumul „Istoria filmului românesc (1897-2000)” (2000) că Atunci i-am condamnat pe toți la moarte este în opinia sa cel mai valoros film al lui Sergiu Nicolaescu. Principalul argument îl constituie faptul că cineastul se autodepășește prin acest film după ce realizase anterior două superproducții istorice, primite cu mari elogii de către public și critici. „Piesele de rezistență” ale filmului sunt interpretarea lui Amza Pellea, dezinvoltura micului erou, interpretările remarcabile ale celorlalți actori: Ioana Bulcă (în rolul unei femei violent-isterice), Maria Clara Sebők („o frumusețe insolentă și agresivă), Octavian Cotescu și Gheorghe Dinică (două personaje meschine și pitorești), muzica lui Tiberiu Olah, imaginile operatorului Alexandru David, decorurile create de Marcel Bogos, costumele Hortensiei Georgescu și coloana sonoră a lui Anușavan Salamanian. În articolul „Un regizor a cărui nobilă ambiție este autodepășirea: Sergiu Nicolaescu un poet al «incoruptibililor»” publicat în martie 1974 în revista Cinema, același critic afirmase că Atunci i-am condamnat pe toți la moarte este o dramă psihologică, care conține mai multe secvențe de suspans: lungul, iritantul și obsedantul galop al unui ofițer neamț peste miriște în timp ce în aer plutește sentimentul neliniștitor al unor întâmplări dramatice, „cina cea de taină” la care participă Ipu și jocul lui „de-a șoarecele și pisica” cu comesenii terifiați.
Analizând acest film, criticul Ioan Lazăr scria că Nicolaescu a oferit aici „manifestarea cea mai rafinată a unui talent regizoral deosebit de ambițios chiar și atunci când pare conștient de natura inspirației și a forței sale creatoare”. Prin transformarea titlului filmului din Ipu în Atunci i-am condamnat pe toți la moarte, regizorul a dorit să mute accentul de la destinul tragic al lui Ipu către condamnarea caracterului duplicitar și ticălos al conducătorilor unei comunități. El evită imaginea clișeistică a soldatului german din filmele realizate în statele socialiste, fără a renunța cu totul la tezismul filmelor epocii (existent în secvențe precum cea a împușcării militantului antifascist de către agenții Siguranței, a urii manifestate de copil față de protectorii săi și față de ocupanții satului etc.).
Criticul Tudor Caranfil a dat filmului trei stele din cinci și a făcut următorul comentariu: „Ipu, idiotul satului, trăiește ultimele zile ale ocupației germane în satul său transilvan cu o candoare și un firesc dezarmant. După ce un militar neamț a fost ucis, localnicii sunt amenințați cu decimarea dacă nu-l predau pe terorist. Ipu acceptă sacrificiul propriei vieți de dragul unei parcele de teren pentru familie și unei înmormântări de lux la a cărei repetiție ține morțiș să asiste. Scenariul lui Titus Popovici (după propria nuvelă «Moartea lui Ipu») îi permite lui Sergiu Nicolaescu să-și exercite, pentru prima oară, uneltele analizei în universul psihologic al unei colectivități aflate la răscruce de timp și istorie. Admirabilă banda de sunet a lui A. Salamanian (Pr. ACIN). Secv. rapel: «repetiția» înmormântării lui Ipu, originală reverență la umorul Săpânței, dar anticipată, cu un an înaintea celebrului film al lui Robert Altman, necunoscut pe atunci la noi, M.A.S.H.”.

## Premii
Acest film a obținut două premii din partea Asociației Cineaștilor din România (ACIN): Premiul pentru interpretare masculină a fost primit de actorul Gheorghe Dinică pentru rolurile din filmele Explozia, Felix și Otilia, Cu mîinile curate, Bariera și Atunci i-am condamnat pe toți la moarte (premiul a fost obținut și de Mircea Albulescu pentru rolul său din Puterea și Adevărul), iar Premiul pentru coloană sonoră i-a revenit inginerului Anușavan Salamanian pentru contribuția sa la acest film.
Filmul a fost vizionat la Festivalul de Film de la Karlovy Vary (1972) și la The Brave New World International Film Festival de la Belgrad (1973), obținând câte o diplomă.